# Лорънс (окръг, Тенеси)
Вижте пояснителната страница за други значения на Лорънс.
Окръг Лорънс (на английски: Lawrence County) е окръг в щата Тенеси, Съединени американски щати. Площта му е 1601 km², а населението – 39 926 души (2000). Административен център е град Лорънсбърг.